# 兼続 (小惑星)
兼続（かねつぐ、10583 Kanetugu）は、メインベルトに位置する小惑星の一つ。山形県南陽市のアマチュア天文家、大国富丸により発見された。
戦国時代から江戸時代前期にかけての武将で、上杉氏の家老の直江兼続から命名された。発見者の大国は兼続の縁戚、大国氏の子孫である。